# Raoul Caudron
Raoul Caudron (Parigi, 7 dicembre 1883 – Antibes, 29 maggio 1958) è stato un allenatore di calcio francese.

## Carriera
È stato il primo allenatore della Nazionale francese e guidò i Blues nel primo campionato mondiale.